# 格拉赫二世 (拿騷-威斯巴登-伊德施泰因)
格拉赫二世（德語：Gerlach II. von Nassau-Wiesbaden-Idstein，1333年—1386年），拿騷-威斯巴登-伊德施泰因伯爵，阿道夫一世的長子，1370年至1386年在位。
1354年，格拉赫二世與費爾登茨的阿格尼絲結婚，兩人沒有子女。1386年格拉赫二世去世，由弟弟瓦爾拉姆四世繼位。